# خرابة تشول أرخ (غرغين)
خرابة تشول أرخ (بالفارسية: خرابه چول ارخ) هي قرية تقع في إيران في قسم غرغین الريفي. يقدر عدد سكانها بـ 159 نسمة بحسب إحصاء 2016.